# Asamblea Legislativa de las Islas Malvinas
La Asamblea Legislativa de las Islas Malvinas (en inglés, Legislative Assembly of the Falkland Islands) es la legislatura unicameral del territorio británico de ultramar de las islas Malvinas. Desde la década de 1840, el poder legislativo de las islas fue el Consejo Legislativo. La Asamblea Legislativa reemplazó al Consejo Legislativo en 2009, cuando la nueva Constitución entró en vigor. La composición, competencias y procedimientos de la Asamblea Legislativa se describen en los capítulos III y IV de la Constitución.
La Asamblea Legislativa se compone de ocho miembros elegidos, dos miembros ex officio (el jefe del Ejecutivo y director de Finanzas) y el presidente. Los miembros ex officio no tienen el derecho de voto en la Asamblea Legislativa. El comandante de las Fuerzas británicas y de la Procuraduría General también tiene el derecho a participar en las deliberaciones de la Asamblea Legislativa, aunque una vez más que no pueden votar.

## Poderes y elecciones
La Constitución establece que debe haber al menos una reunión de la Asamblea Legislativa cada año. En realidad, la Asamblea se reúne normalmente dos veces al mes. La Constitución otorga a la Asamblea Legislativa el poder de hacer leyes para "la paz, el orden y el buen gobierno de las islas Malvinas." La Asamblea se rige por una serie de órdenes permanentes que establecen las normas para los procedimientos durante las reuniones de la Asamblea.
Tiene que haber una elección al menos una vez cada cuatro años. Como en la mayoría de los sistemas de Westminster, la campaña electoral comienza oficialmente con la disolución de la legislatura. En las Malvinas, el Gobernador disuelve la Asamblea Legislativa a petición del Consejo Ejecutivo. Tiene que haber una elección dentro de los 70 días siguientes a la disolución.
Las islas Malvinas se dividen en dos circunscripciones electorales, el Camp y Stanley; el Camp cuenta con tres miembros elegidos y Stanley tiene cinco miembros elegidos. El Camp incluye cualquier parte del territorio de ultramar que no está en Stanley. La Asamblea Legislativa es elegida por sufragio universal, lo que significa que una persona puede votar si poseen 18 años o más en la fecha de la elección, es un ciudadano británico y es residente en las islas Malvinas en la fecha de la elección.

## Composición actual
La última elección tuvo lugar el 4 de noviembre de 2021 y las próximas elecciones deben tener lugar antes de finales de noviembre de 2025. No hay partidos políticos activos en las islas, y como consecuencia sólo los candidatos independientes fueron elegidos en las últimas elecciones.

### Miembros elegidos

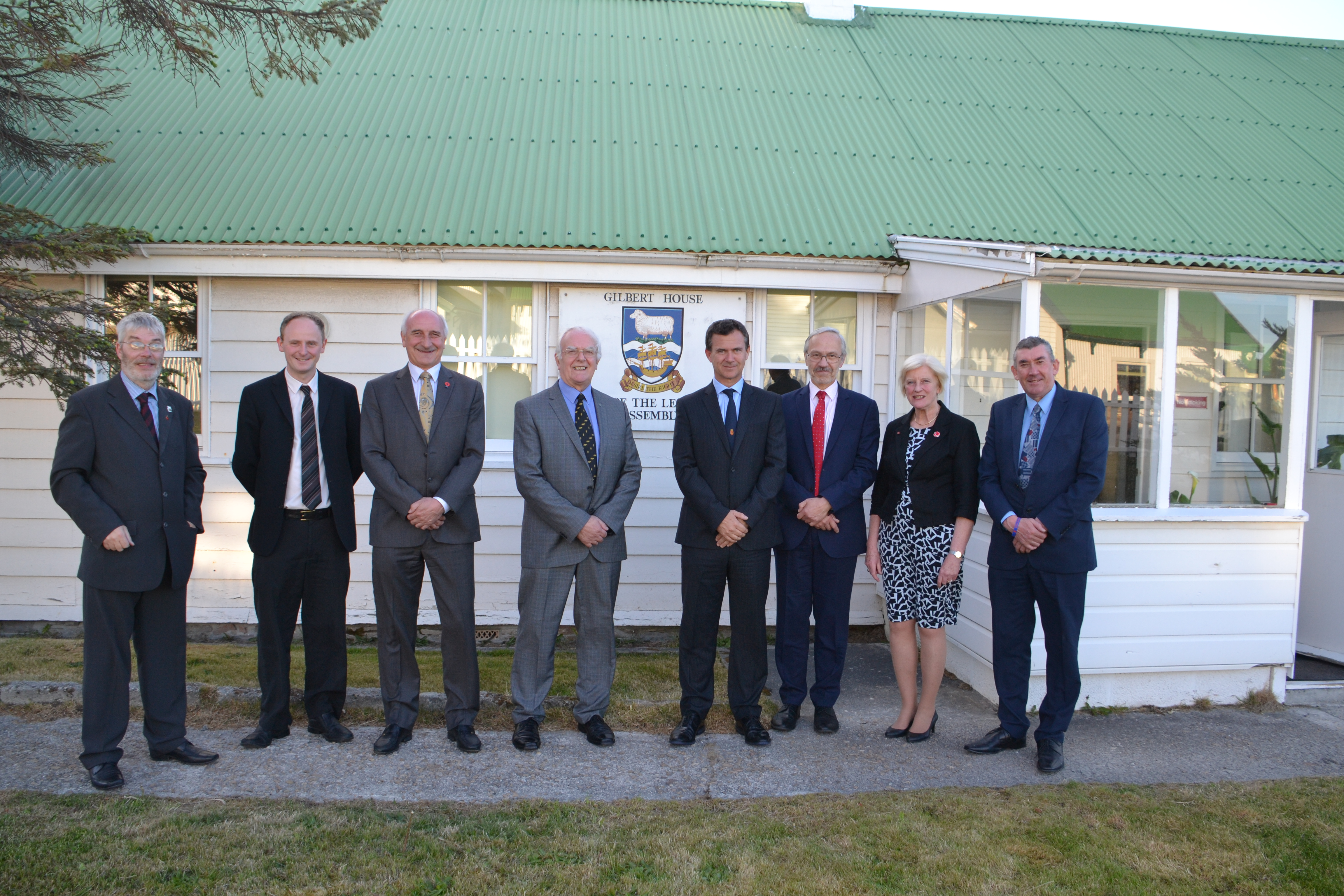
Miembros de la Asamblea en noviembre de 2016.

| Miembro             | Circunscripción | Votos |
| ------------------- | --------------- | ----- |
| Leona Vidal Roberts | Stanley         | 839   |
| Roger Spink         | Stanley         | 691   |
| Pete Biggs          | Stanley         | 570   |
| Mark Pollard        | Stanley         | 550   |
| Gavin Short         | Stanley         | 486   |
| Teslyn Barkman      | Camp            | 184   |
| Ian Hansen          | Camp            | 126   |
| John Birmingham     | Camp            | 122   |

### Otros miembros
| Miembro      | Cargo                |
| ------------ | -------------------- |
| Andy Keeling | Jefe del Ejecutivo   |
| James Wilson | Director de Finanzas |
| Keith Biles  | Presidente           |